# Río Pando
El río Pando o Canal Pedro II es un curso de agua de unos 35,6 kilómetros de largo que conecta la laguna Uberaba con la laguna La Gaiba, ambas alimentadas por el río Paraguay, sirviendo como límite entre Brasil y Bolivia. Sobre la margen brasileña se encuentra el destacamento militar de Porto Índio.
- Datos: Q6115502